# 西条昇
西条 昇（さいじょう のぼる、1964年7月31日 - ）は、日本の評論家、お笑い評論家。
江戸川大学メディアコミュニケーション学部マス・コミュニケーション学科教授。笑いと健康学会理事、一般社団法人日本放送作家協会会員、社団法人日本喜劇人協会前理事。過去に落語家からコミックバンド、喜劇俳優に転身、以降裏方に回り、放送作家、芸能事務所経営を務めた。

## 来歴
1980年9月に専修大学松戸高等学校を中退、16歳で三代目三遊亭圓歌に入門し「歌すみ」となる。また、ジャニーズのレッスンを受けた経験もある。その後、落語を辞めコミックバンドに転身。コミックバンドと、のちに自ら経営する芸能事務所の名はどちらも「サイジョーズ」といった。お笑い雑誌「AJAPA」の監修・製作総指揮を務めた。

## 出演

### 映画
- キネマの天地（1986年、松竹、監督：山田洋次）[1]
- ダウンタウン・ヒーローズ（1988年、松竹、監督：山田洋次）[1]
- 男はつらいよ 寅次郎サラダ記念日（1988年、松竹、監督：山田洋次）[1]

## 著作
- 『東京コメディアンの逆襲』博美館出版, 1996.6 のち光文社文庫
- 『平成「お笑い」最前線 今世紀最後のブームを大検証!! (特集アスペクト)  編著. アスペクト, 1997.11
- 『ガチンコ!若手お笑い芸人読本』監修. 勁文社, 1998.10
- 『ジャニーズお笑い進化論』大和書房, 1999.12
- 『びっくりしたなあ、もう 笑伝・三波伸介』風塵社, 1999.12
- 『お笑い研究所』風塵社, 2000.8
- 『ニッポンの爆笑王100 エノケンから爆笑問題までニッポンを笑いころがした面々』白泉社, 2003.9
- 『お笑い芸人になる方法』青弓社, 2007.8